# Evropsky významná lokalita

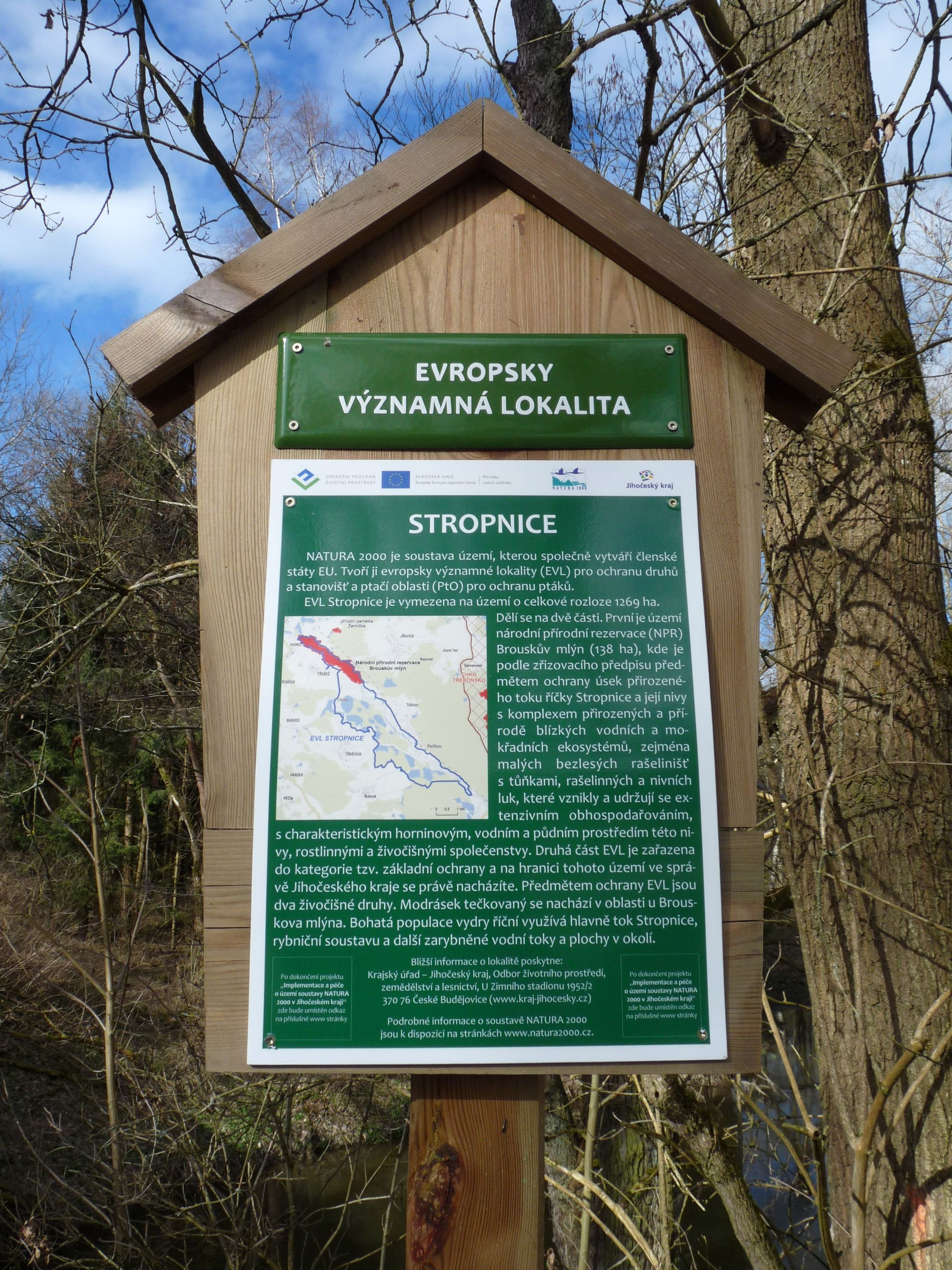
Cedule označující lokalitu Stropnice

Evropsky významná lokalita (EVL) je druh chráněného území soustavy Natura 2000, které je vyhlášené k ochraně přírodních stanovišť, volně žijících živočichů a planě rostoucích rostlin podle směrnice Evropské komise o stanovištích (92/43/EHS) ze dne 21. května 1992 („směrnice o stanovištích“). Směrnice 92/43/EHS rozlišuje dva typy území, a to Site of Community Importance (SCI; lokalita významná pro Společenství) a Special area of conservation (SAC; zvláštní oblast ochrany). Bez ohledu na toto rozlišení používá Česko pro oba typy území jednotný termín, a to evropsky významné lokality (EVL).

## EVL v Česku
Český národní seznam evropsky významných lokalit schválila vláda České republiky 22. prosince 2004 jako nařízení vlády. Na konci roku 2007 došlo nařízením č. 301/2007 Sb. k jeho změně a 5. října 2009 vláda na návrh ministra životního prostředí Ladislava Mika schválila doplnění seznamu naturových území o dalších 234 lokalit (nařízení č. 371/2009 Sb.). Na konci roku 2013 pak vláda vydala nové nařízení o stanovení národního seznamu evropsky významných lokalit, které dosavadní seznam plně nahradilo. V začátku roku 2016 byl tento seznam aktualizován. K 1. září 2016 bylo na území ČR zřízeno celkem 1 112 evropsky významných lokalit.